# Чуриков, Владимир Михайлович
Владимир Михайлович Чуриков (21 сентября 1945, Киев — 1 апреля 2009, Саратов) — советский и российский государственный и партийный деятель, депутат Саратовской областной Думы II и III созывов, председатель Саратовской областной Думы II созыва (апрель — сентябрь 2002). Кандидат исторических наук. Почётный гражданин Питерского района Саратовской области.

## Биография
Владимир Михайлович Чуриков родился 21 сентября 1945 года в городе Киеве.
- 1965 год — 1968 год — служба в вооружённых силах СССР.
- 1968 год — 1969 год — инструктор-методист по спорту совхоза «Новоалександровский» Александрово-Гайского района Саратовской области.
- 1969 год — 1973 год — заведующий отделом, затем второй и первый секретарь Новоузенского райкома ВЛКСМ.
- 1973 год — 1981 год — заведующий организационным отделом Александрово-Гайского райкома КПСС, заместителем председателя райисполкома, второй секретарь райкома КПСС, председатель райисполкома.
- 1975 год — окончил Саратовский юридический институт имени Д. И. Курского.
- 1981 год — 1983 год — учёба в Академии общественных наук при ЦК КПСС.
- 1983 год — 1989 год — работа на различных должностях в аппарате Совет Министров РСФСР.
- 1989 год — 1991 год — консультант, старший консультант Верховного Совета СССР по вопросам работы Советов народных депутатов.
- 1991 год — 1992 год — начальник организационного отдела Контрольного управления администрации Президента РФ.
- 1992 год — 1996 год — заместитель Главы администрации Саратовской области, начальник департамента по вопросам социальной сферы администрации области.
- 1996 год — 1997 год — заместитель Председателя Правительства Саратовской области.
- 1997 год — 2002 год — депутат Саратовской областной Думы II созыва.
- 2001 год — защита диссертации на соискание учёной степени кандидата исторических наук на тему «Развитие животноводческой отрасли аграрного производства в 1930-е годы. На материалах Нижнего Поволжья» под руководством доктора исторических наук, профессора Динеса Владимира Александровича.
- 17 апреля 2002 года — 16 сентября 2002 года — председатель Саратовской областной думы II созыва.
- 2007 год — 2007 год — депутат Саратовской областной Думы III созыва.

Являлся президентом Саратовской областной федерации футбола, входил в редакционный совет Саратовской областной книги памяти. Был женат, воспитал двух дочерей, имел внуков.
Умер после продолжительной болезни 1 апреля 2009 года в Саратове.

## Публикации
- Чуриков В. М. Развитие животноводческой отрасли аграрного производства в 1930-е годы. На материалах Нижнего Поволжья. Дисс. … канд. историч. наук. — Саратов: Саратовский государственный социально-экономический университет, 2000. — 181 с.
- Коллектив авторов. Комментарий к законодательству о районных советах народных депутатов. — М.: Известия, 1985. — 832 с.
- Коллектив авторов. Комментарий к законодательству о поселковых и сельских Советах. — М.: Известия, 1987. — 477 с.

## Награды
- Орден Почёта (1995)[2]
- Медаль «За трудовую доблесть»
- Почётный гражданин Питерского района Саратовской области (2003)[3]